# 1284

## مواليد
- أبو ثابت عامر
- تقي الدين السبكي
- جون الأول، كونت هولندا

## وفيات
- ألفونسو العاشر
- تكودار
- مجد الدين ابن بلدجي - محدث وفقيه عراقي.
- هوجو توكيمونه، الحاكم الثامن لليابان في حكومة كاماكورا.